# 진루
진루(進壘)는 주자가 다음루로 향해 달려가는 것을 의미한다.

## 진루의 종류
- 야구에서는 타자가 타격에 성공할 경우 주자가 다음 루로 달려가는 경우를 '주루플레이'라고 한다.
- 가끔 야구에서 도루를 하는 경우가 있다.
- 런앤 히트라는 공격전술에서도 주자가 진루를 한다.